# Lauren Leal
Lauren Eduarda Leal Costa (Votorantim, 13 de setembro de 2002), ou apenas Lauren, é uma futebolista brasileira que atua como zagueira. Atualmente, defende o Club Atlético de Madrid.

## Carreira

### Centro Olímpico
Lauren nasceu em Votorantim, cidade localizada no interior do estado de São Paulo, em 2002.
Iniciou sua carreira no futebol treinando no Centro Olímpico de Treinamento e Pesquisa (COTP) em São Paulo, por meio de seu pai, que a inscreveu em uma peneira no ano de 2014. No ano de 2016, a zagueira disputou a Copa Moleque Travesso, um campeonato masculino.
Como não haviam campeonatos femininos para a faixa etária das atletas do Centro Olímpico, que estavam sendo comandadas temporariamente pelo técnico Lucas Piccinato, a equipe solicitou a participação no campeonato masculino sub-13. A equipe feminina, única na ocasião, foi campeã  e Lauren foi eleita a melhor atleta na partida que definiu o título, contra o São Paulo Piloto.

### São Paulo
Em 2017, o São Paulo voltou a ter uma equipe de futebol feminino e para isso firmou uma parceria com o Centro Olímpico. Lauren foi uma das atletas selecionadas para fazer parte da nova formação do clube do Morumbi. O primeiro campeonato disputado nessa parceria foi o Campeonato Paulista Sub-17. A taça do campeonato ficou para o São Paulo.
Após colecionar títulos na base, em 2020, a zagueira fez sua estreia no time principal. Lauren permaneceu no clube até 2021, vencendo seu último campeonato pelo clube, a Brasil Ladies Cup.

### Madrid CFF
Aos 19 anos, Lauren iniciou sua carreira internacional, deixando o São Paulo. Atuando ao lado de outras brasileiras, como Gabi Nunes e Antonia Silva, a zagueira se tornou a camisa 20 do clube espanhol Madrid CFF.

### Kansas City Current
Em julho de 2023, a atleta foi anunciada no clube Kansas City Current, dos Estados Unidos. Seu contrato vai até o ano de 2024, com possibilidade de se estender até o ano seguinte.

## Seleção
Lauren atua na seleção brasileira feminina desde as categorias de base. A atleta foi convocada pela primeira vez em 2018, para a seleção sub-17, tendo como técnico Luizão. Naquele ano, disputou a Copa do Mundo de Futebol Feminino Sub-17 e atuou na conquista do tricampeonato do Campeonato Sul-Americano Sub-17. Em 2021, Lauren passou a ser convocada para a categoria sub-20. Ainda no mesmo ano, também foi convocada para a seleção principal, pela técnica Pia Sundhage.
No ano seguinte conquistou o Campeonato Sul-Americano Sub-20 e ajudou o Brasil na conquista do terceiro lugar da Copa do Mundo de Futebol Feminino Sub-20, sendo essa a melhor campanha da história da seleção no campeonato.
No ano de 2023, Lauren foi a mais jovem convocada pela técnica sueca para a Copa do Mundo FIFA de Futebol Feminino. A zagueira estreou com titularidade no dia 24 de setembro de 2023, na fase de grupos contra o Panamá. A equipe terminou eliminada na fase de grupos, após conquistar uma vitória, um empate e uma derrota, avançando as seleções da Jamaica e da França.

## Títulos

### Por clubes
| Ano  | Campeonato                   | Clube           |
| ---- | ---------------------------- | --------------- |
| 2016 | Copa Moleque Travesso        | Centro Olímpico |
| 2017 | Campeonato Paulista Sub-17   | São Paulo       |
| 2017 | Conmebol Fiesta Evolución    | São Paulo       |
| 2018 | Campeonato Paulista Sub-17   | São Paulo       |
| 2018 | Campeonato Brasileiro Sub-18 | São Paulo       |
| 2019 | Campeonato Paulista Sub-17   | São Paulo       |
| 2019 | Nike Premier Cup             | São Paulo       |
| 2021 | Brasil Ladies Cup            | São Paulo       |

### Pela seleção
| Ano  | Campeonato                      |
| ---- | ------------------------------- |
| 2018 | Campeonato Sul-Americano Sub-17 |
| 2022 | Campeonato Sul-Americano Sub-20 |